# Ryuthela ishigakiensis
Ryuthela ishigakiensis är en spindelart som beskrevs av Haupt 1983. Ryuthela ishigakiensis ingår i släktet Ryuthela och familjen ledspindlar. Inga underarter finns listade i Catalogue of Life.